# Jim Downing
Pas d'image ? Cliquez ici
Jim Downing, né le 4 janvier 1942 à Atlanta aux États-Unis est un ancien pilote de course automobile international américain. Il a gagné à cinq reprises le Championnat IMSA GT dans différentes catégories (GTU, Lights) et a également été le propriétaire de l'écurie de course automobile Downing/Atlanta Racing. Il a été actif dans le développement du Système HANS, aujourd'hui utilisé dans de nombreux sports mécaniques automobile en complément du casque.

## Palmarès

### Résultats aux24 Heures du Mans
| Année | Écurie                          | Copilotes                  | Voiture                | Classe | Tours | Pos. | Class Pos. |
| ----- | ------------------------------- | -------------------------- | ---------------------- | ------ | ----- | ---- | ---------- |
| 1995  | Team D.T.R. Mazdaspeed Co. Ltd. | Yōjirō Terada Franck Fréon | Kudzu DG-3 - Mazda     | WSC    | 282   | 7e   | 3e         |
| 1996  | Mazdaspeed Co. Ltd.             | Yojiro Terada Franck Fréon | Kudzu DLM - Mazda      | LMP2   | 251   | 25e  | 1re        |
| 1997  | Team T.D.R. Mazdaspeed Co. Ltd. | Yojiro Terada Franck Fréon | Kudzu DLM-4 - Mazda    | LMP    | 263   | 17e  | 6e         |
| 2002  | Autoexe Motorsports             | Yojiro Terada John Fergus  | Autoexe LMP-02 - Mazda | LMP675 | 5     | Abd. | Abd.       |